# Chuck Dukowski
Chuck Dukowski właśc. Gary McDaniel (ur. 1 lutego 1954) – amerykański gitarzysta basowy. Był jednym z założycieli zespołu Black Flag w którym występował w latach 1976–1983. Był autorem utworów: My War, What I See, I've Heard It Before, Spray Paint, które osiągnęły pewną popularność. 
Odszedł z zespołu pod koniec 1983 roku tuż przed rozpoczęciem nagrań do płyty My War i przez pewien czas był ich tour menedżerem. Jego miejsce w zespole zajęła Kira Roessler.
Po Black Flag, Dukowski kontynuował granie w zespole Würm, October Faction oraz utworzył w 1985 roku swój własny zespół SWA razem z Merrill Ward z zespołu Overkill.
Obecnie Dukowski tworzy zespół z Lorą Norton (swoją żoną), w 2006 wydali album.
W opisie pierwszej płyty Black Flag Damaged figuruje jako Charles Dukowski.
W 1978 roku przeprowadzono z nim wywiad, który został pokazany w dokumentalnym filmie pt. The Decline of Western Civilization (reż. Penelope Spheeris 1981). Pojawił się również w innym dokumentalnym filmie We Jam Econo (reż. Tim Irwin 2005).

## Dyskografia

### Black Flag
- Nervous Breakdown, 7” EP (SST Records 1978) – gitara basowa
- Jealous Again, 12” EP (SST Records 1980) – gitara basowa, wokale
- Six Pack, 7” EP (SST Records 1981) – gitara basowa
- Damaged, LP (SST Records 1981) – gitara basowa
- TV Party, 7” EP (SST Records 1981) – gitara basowa
- Everything Went Black, LP (SST Records 1983) – gitara basowa
- The First Four Years, LP (SST Records 1983) – gitara basowa, wokale
- Slip It In, LP (SST Records 1984) – wokale
- Wasted...Again, LP (SST Records 1987) – gitara basowa

### SWA
- Your Future (If You Have One), LP (SST Records 1985) – gitara basowa
- Sex Dr., LP (SST Records 1986) – gitara basowa
- XCIII, LP (SST Records 1987) – gitara basowa
- Evolution 85-87, CD (SST Records 1988) – gitara basowa
- Winter, LP (SST Records 1989) – gitara basowa
- Volume, LP (SST Records 1991) – gitara basowa

Inne:
- Würm(inne języki) – I'm Dead, 7” (SST Records 1982) – gitara basowa, wokale
- Würm – Feast, LP (SST Records 1985) – gitara basowa
- October Faction – October Faction, LP (SST Records 1985) – gitara basowa, wokale
- October Faction – Second Factionalization, LP (SST Records 1986) – gitara basowa, wokale
- Chuck Dukowski/Paul Cutler/Bill Stinson – United Gang Members, CD (New Alliance Records 1994) – gitara basowa, wokale